# Kalangadoo
Kalangadoo – miasto w Australii, w stanie Australia Południowa.